# Chursachsen Fundgrube
Chursachsen war eine Fundgrube im Bergrevier Johanngeorgenstadt im sächsischen Erzgebirge.

## Lage
Am mittleren Fastenberg, auf dem sich Johanngeorgenstadt erstreckt, wurden in der ersten Periode des Silberbergbaus im 17. und 18. Jahrhundert mehrere Gruben zum Abbau unmittelbar benachbarter Gänge betrieben. Dazu zählte auch der am 10. März 1680 durch Benedict Drechsler gemutete Chursachsen Stolln, dessen Mundloch am Hammerberg zwischen dem Gnade Gottes Stolln und dem St. Georg Stolln auf der Höhe des Hochofens in Wittigsthal lag. Bis zu seinem Tod 1690 ließ Drechsler den Stolln ca. 150 Lachter vortreiben, doch stieß man auf keinerlei Silbererz.
1697 wurde der Betrieb eingestellt und erst 1707 wiederaufgenommen. Diesmal probierte Christian Lorenz sein Glück, doch auch er stieß nur auf taubes Gestein und stellte schon bald den Abbau ein. Auch ein dritter Versuch zwischen 1716 und 1721 blieb erfolglos. Letztendlich wurde die Zeche mit der auf der anderen Seite des Schwarzwassertales befindlichen Neu Oberhaus Sachsen Fundgrube vereinigt und kurz danach aufgegeben.
Bis nach dem Zweiten Weltkrieg und die Überformung des Geländes durch den Uranbergbau der Wismut AG war die Lage der Chursachsen Stolln im Gelände bei Wittigsthal noch gut erkennbar.